# Small is beautiful (遊佐未森のアルバム)
『small is beautiful』（スモール・イズ・ビューティフル）は、遊佐未森の13枚目のオリジナル・アルバム。2000年11月8日に東芝EMI/TMファクトリーから発売された（規格品番：TOCT-24458）。

## 概要
1999年3月10日に前作の『庭』をリリースした遊佐は、同年から体調を崩したため、1年間活動休止して海の近くへ転居した。翌2000年、活動復帰後に本作をリリース。東京から引っ越していく女性の心境を歌った「サヨナラ東京」が収録されている。またタイトルチューンの「small is beautiful」をはじめ、収録曲には歌詞や曲名に海が登場する曲が多い。
ジャケット写真は白基調で、白いマフラーを巻いた遊佐が海辺に立ち、振り返って空を見上げるという、シンプルかつ柔らかなイメージのデザインとなっている。
本作では「抒情感」をテーマとして「小さな出来事や日常の大切さ」を歌い上げた。初期の福岡智彦・外間隆史プロデュースによるEPIC・ソニー在籍時の、細部まで作り込まれた世界観に基づく構築的なサウンドとは距離を置き、前作で展開した自然体の音づくりをより進めた作品となっている。
遊佐自身がほとんどの曲で作詞・作曲を手がけるほか、本作では遊佐自身による編曲が大半を占める。公私ともに環境を一新して落ち着いた中で、シンガーソングライターとしての成長を見せたアルバムでもある。
先行マキシシングルとして、2000年7月12日に『空に咲く花』が発売。カップリング曲は「君の声がする」「逢いたくて逢いたくて」。同年10月12日には『ココア』が発売。カップリング曲は「see you in spring」「ペチカ」。カップリング曲はいずれも本アルバムには収録されていない。

## 再発売
2013年に遊佐がデビュー25周年を迎えることを記念し、同年7月24日に東芝EMI時代の7枚のアルバムをユニバーサルミュージック/EMI RecordsからSHM-CD化され再発売。その際に本作も再発売（規格品番：TOCT-95183）。

## 収録曲
全作詞・作曲・編曲：遊佐未森
1. small is beautiful
2. paddle out（編曲：羽毛田丈史）
3. ココア（編曲：羽毛田丈史）先行シングル。
4. still room
5. ネクター（歌詞のないコーラスのみ）
6. ヤドカリ
7. life in the tree house（編曲：清水ひろたか）
  - シングル『ココア』C/W曲「see you in spring」も清水の編曲。
8. ちょっと海まで（Instrumental）
9. 旅立ち（編曲：羽毛田丈史）
10. サヨナラ東京
11. 仔ぐま座（Instrumental）
12. 空に咲く花（作曲：小河星志／編曲：羽毛田丈史）先行シングル曲。

## 主な参加ミュージシャン
- 伊藤直樹(Ds, Perc)
- 梯郁夫(Perc)
- 渡辺等(B)
- 西海孝(G)
- 羽毛田丈史(Key, Programming)
- 金子竜太郎(太鼓) from 鼓童
- 内藤哲郎(太鼓) from 鼓童
- 佐橋佳幸(G)
- Iain MacInnes(Bagpipe)
- coba(accordion)
- ゴンザレス三上(G)
- あらきゆうこ(Ds)
- 高桑圭(B)
- 堀江博久(P)
- 清水ひろたか(G)
- 松田文(G)
- 鈴木達也(Ds)
- Watusi(B, Co-Programming) from COLDFEET

## 同名の書物
- 『スモール イズ ビューティフル』 - 1973年に経済学者のシューマッハーが発表した著作。オイルショックを予見したことで知られ、当時の大量生産・大量消費を幸福とする経済至上主義・物質文明至上主義を批判してベストセラーとなった。日本でも高度成長期の1967年に流行したCM「大きいことはいいことだ」[8]に対抗して流行語となった。